# Славный малый
«Сла́вный ма́лый» — советская музыкальная комедия режиссёра Бориса Барнета, снятая в 1942 году на ЦОКС. Фильм вышел на экраны в 1959 году.

## История
В 1942 году на ЦОКС в Алма-Ате Барнет снимает патриотическую комедию под рабочим названием «Новгородцы» по повести Петра Павленко из сборника «Народные мстители». Но признанный «идеологически незначительным», фильм на экраны не вышел и был запрещён к показу. После доработки и монтажа, картина вышла на экраны страны лишь в 1959 году.

## Сюжет
История любви деревенской девушки (Екатерина Сипавина) и французского лётчика (Виктор Добровольский), спасённого партизанами в новгородских лесах. Находясь во вражеском тылу в лесном партизанском отряде, герои мужественно сражаются с врагом и находят время для романтических отношений и творчества. 

## В ролях
| Актёр                | Роль                                  |
| -------------------- | ------------------------------------- |
| Екатерина Сипавина   | Катя                                  |
| Виктор Добровольский | французский лётчик Клод               |
| Евгений Григорьев    | командир партизанского отряда Невский |
| Ольга Якунина        | Евдокия                               |
| Николай Боголюбов    | Доронин                               |
| Леонид Ткачёв        | Щукин                                 |
| Николай Степанов     | Вася                                  |

## Съёмочная группа
- Режиссёр: Борис Барнет
- Оператор: Сергей Иванов
- Звукорежиссер: Лев Вальтер
- Художники: Лев Мильчин, Владимир Камский
- Композиторы: Никита Богословский, Николай Крюков
- Тексты песен: Наталья Кончаловской

## Статьи и публикации
- Оксана Алдошина. Барнет Борис. «Без вины виноватый» // Искусство кино : журнал. — 1996. — Октябрь (№ 10). — ISSN 0130-6405.
- Зоя Кошелева. Белые Столбы-2002: без купюр // Искусство кино : журнал. — 2002. — Август (№ 8). — ISSN 0130-6405.